# Campionato mondiale di baseball 1994
Il XXXII Campionato mondiale di baseball si tenne tra il 3 al 14 agosto 1994 in Nicaragua.

## Classifica finale
| Pos. | Squadra         |
| ---- | --------------- |
|      | Cuba            |
|      | Corea del Sud   |
|      | Giappone        |
| 4    | Nicaragua       |
| 5    | Panama          |
| 6    | Taipei cinese   |
| 7    | Italia          |
| 8    | Stati Uniti     |
| 9    | Australia       |
| 10   | Paesi Bassi     |
| 11   | Porto Rico      |
| 12   | Colombia        |
| 13   | Rep. Dominicana |
| 14   | Canada          |
| 15   | Svezia          |
| 16   | Francia         |

## Risultati

### Primo turno

#### Gruppo A
| Data     | Ora   | Stadio  | Squadra 1             | Squadra 2             | Ris    | Note      |
| -------- | ----- | ------- | --------------------- | --------------------- | ------ | --------- |
| 3 agosto | 11h00 | Leon    | Italia                | Repubblica Dominicana | 0 - 4  |           |
| 3 agosto | 13h30 | Masaya  | Australia             | Taiwan                | 9 - 12 |           |
| 3 agosto | 13h00 | Granada | Francia               | Cuba                  | 1 - 24 | 7 manches |
| 3 agosto | 20h00 | Managua | Colombia              | Nicaragua             | 7 - 9  |           |
| 4 agosto | 10h00 | Masaya  | Taiwan                | Francia               | 10 - 0 | 7 manches |
| 4 agosto | 14h00 | Leon    | Cuba                  | Colombia              | 7 - 1  | 8 manches |
| 4 agosto | 19h30 | Masaya  | Australia             | Italia                | 7 - 8  |           |
| 4 agosto | 21h30 | Managua | Nicaragua             | Repubblica Dominicana | 3 - 0  |           |
| 5 agosto | 10h00 | Managua | Italia                | Cuba                  | 1 - 14 | 7 manches |
| 5 agosto | 14h00 | Granada | Colombia              | Francia               | 5 - 0  |           |
| 5 agosto | 18h30 | Masaya  | Repubblica Dominicana | Taiwan                | 0 - 5  |           |
| 5 agosto | 18h30 | Managua | Nicaragua             | Australia             | 12 - 7 |           |
| 6 agosto | 15h00 | Masaya  | Repubblica Dominicana | Cuba                  | 0 - 12 | 8 manches |
| 6 agosto | 15h00 | Managua | Taiwan                | Nicaragua             | 1 - 7  |           |
| 6 agosto | 14h00 | Granada | Francia               | Australia             | 4 - 14 | 8 manches |
| 6 agosto | 19h30 | Managua | Italia                | Colombia              | 9 - 4  |           |
| 7 agosto | 10h00 | Managua | Nicaragua             | Italia                | 14 - 6 |           |
| 7 agosto | 10h00 | Masaya  | Australia             | Colombia              | 11 - 4 |           |
| 7 agosto | 15h00 | Masaya  | Francia               | Repubblica Dominicana | 0 - 8  |           |
| 7 agosto | 11h00 | Masaya  | Cuba                  | Taiwan                | 7 - 1  |           |
| 8 agosto | 10h00 | Granada | Australia             | Repubblica Dominicana | 3 - 0  |           |
| 8 agosto | 14h00 | Granada | Francia               | Italia                | 5 - 15 | 7 manches |
| 8 agosto | 15h00 | Managua | Colombia              | Taiwan                | 1 - 11 | 8 manches |
| 8 agosto | 18h30 | Managua | Nicaragua             | Cuba                  | 1 - 12 | 8 manches |
| 9 agosto | 10h00 | Managua | Repubblica Dominicana | Colombia              | 5 - 8  |           |
| 9 agosto | 14h00 | Leon    | Cuba                  | Australia             | 7 - 3  |           |
| 9 agosto | 15h00 | Managua | Francia               | Nicaragua             | 0 - 4  |           |
| 9 agosto | 18h30 | Managua | Taiwan                | Italia                | 9 - 12 |           |

| Pos. | Squadra         | G | V | P | PF | PS | %     |
| ---- | --------------- | - | - | - | -- | -- | ----- |
| 1    | Cuba            | 7 | 7 | 0 | 83 | 8  | 1.000 |
| 2    | Nicaragua       | 7 | 6 | 1 | 50 | 33 | .857  |
| 3    | Italia          | 7 | 4 | 3 | 51 | 57 | .571  |
| 4    | Taipei cinese   | 7 | 4 | 3 | 49 | 36 | .571  |
| 5    | Australia       | 7 | 3 | 4 | 54 | 47 | .429  |
| 6    | Colombia        | 7 | 2 | 5 | 30 | 52 | .286  |
| 7    | Rep. Dominicana | 7 | 2 | 5 | 17 | 31 | .286  |
| 8    | Francia         | 7 | 0 | 7 | 10 | 80 | .000  |

G : giocate, V : vinte, P : perse, PF : punti fatti, PS : punti subiti, % : percentuale vittorie.

#### Gruppo B
| Data     | Ora   | Stadio  | Squadra 1     | Squadra 2     | Ris    | Note       |
| -------- | ----- | ------- | ------------- | ------------- | ------ | ---------- |
| 3 agosto | 09h30 | Masaya  | Canada        | USA           | 2 - 13 |            |
| 3 agosto | 10h00 | Granada | Corea del Sud | Svezia        | 16 - 0 | 7 manches  |
| 3 agosto | 10h00 | Managua | Panama        | Porto Rico    | 3 - 2  |            |
| 3 agosto | 14h30 | Leon    | Paesi Bassi   | Giappone      | 2 - 8  |            |
| 4 agosto | 09h00 | Granada | Giappone      | Panama        | 17 - 1 | 7 manches  |
| 4 agosto | 10h00 | Granada | USA           | Paesi Bassi   | 9 - 2  |            |
| 4 agosto | 14h00 | Granada | Svezia        | Porto Rico    | 3 - 10 | 8 manches  |
| 4 agosto | 17h00 | Managua | Canada        | Corea del Sud | 3 - 4  |            |
| 5 agosto | 10h00 | Masaya  | USA           | Svezia        | 9 - 0  |            |
| 5 agosto | 14h00 | Leon    | Porto Rico    | Canada        | 13 - 5 |            |
| 5 agosto | 15h00 | Managua | Corea del Sud | Giappone      | 1 - 12 | 8 manches  |
| 5 agosto | 15h00 | Masaya  | Panama        | Paesi Bassi   | 4 - 2  |            |
| 6 agosto | 10h00 | Managua | Panama        | Corea del Sud | 4 - 13 |            |
| 6 agosto | 10h00 | Masaya  | Paesi Bassi   | Canada        | 4 - 2  |            |
| 6 agosto | 14h00 | Leon    | Svezia        | Giappone      | 0 - 15 | 7 manches  |
| 6 agosto | 18h30 | Masaya  | Porto Rico    | USA           | 10 - 6 |            |
| 7 agosto | 10h00 | Leon    | Panama        | Canada        | 5 - 3  |            |
| 7 agosto | 14h00 | Granada | Svezia        | Paesi Bassi   | 2 - 7  |            |
| 7 agosto | 15h00 | Managua | Corea del Sud | Porto Rico    | 12 - 3 |            |
| 7 agosto | 18h30 | Managua | Giappone      | USA           | 6 - 0  |            |
| 8 agosto | 10h00 | Managua | Canada        | Svezia        | 3 - 6  | 11 manches |
| 8 agosto | 14h00 | Leon    | Paesi Bassi   | Corea del Sud | 3 - 6  |            |
| 8 agosto | 15h00 | Masaya  | Porto Rico    | Giappone      | 4 - 14 | 7 manches  |
| 8 agosto | 19h00 | Granada | Panama        | USA           | 10 - 4 |            |
| 9 agosto | 10h00 | Masaya  | Svezia        | Panama        | 0 - 6  |            |
| 9 agosto | 14h00 | Granada | Paesi Bassi   | Porto Rico    | 4 - 3  |            |
| 9 agosto | 15h00 | Masaya  | Giappone      | Canada        | 7 - 9  |            |
| 9 agosto | 18h30 | Granada | Corea del Sud | USA           | 5 - 7  |            |

| Pos. | Squadra       | G | V | P | PF | PS | %    |
| ---- | ------------- | - | - | - | -- | -- | ---- |
| 1    | Giappone      | 7 | 6 | 1 | 79 | 17 | .857 |
| 2    | Corea del Sud | 7 | 5 | 2 | 57 | 32 | .714 |
| 3    | Panama        | 7 | 5 | 2 | 33 | 41 | .714 |
| 4    | Stati Uniti   | 7 | 4 | 3 | 48 | 35 | .571 |
| 5    | Paesi Bassi   | 7 | 3 | 4 | 24 | 34 | .429 |
| 6    | Porto Rico    | 7 | 3 | 4 | 45 | 47 | .429 |
| 7    | Canada        | 7 | 1 | 6 | 27 | 52 | .143 |
| 8    | Svezia        | 7 | 1 | 6 | 11 | 66 | .143 |

G : giocate, V : vinte, P : perse, PF : punti fatti, PS : punti subiti, % : percentuale vittorie.

### Fase finale
|  | Quarti di finale            | Quarti di finale            |                             |          | Semifinali                | Semifinali                |  |  | Finale                      | Finale |
|  |                             |                             |                             |          |                           |                           |  |  |                             |        |
|  | 11 agosto - 10h00 (Masaya)  |                             |                             |          |                           |                           |  |  |                             |        |
|  |                             |                             |                             |          |                           |                           |  |  |                             |        |
|  | Corea del Sud               | 13                          |                             |          |                           |                           |  |  |                             |        |
|  | Corea del Sud               | 13                          | 13 agosto - 10h00 (Managua) |          |                           |                           |  |  |                             |        |
|  | Italia                      | 2                           |                             |          |                           |                           |  |  |                             |        |
|  | Italia                      | 2                           | Giappone                    | 0        |                           |                           |  |  |                             |        |
|  | 11 agosto - 10h00 (Managua) |                             | Giappone                    | 0        |                           |                           |  |  |                             |        |
|  |                             | Corea del Sud               | 9                           |          |                           |                           |  |  |                             |        |
|  | Giappone                    | Corea del Sud               | 9                           | 6        |                           |                           |  |  |                             |        |
|  | Giappone                    |                             | 14 agosto - 17h00 (Managua) | 6        |                           |                           |  |  |                             |        |
|  | Taipei cinese               | 5                           |                             |          |                           |                           |  |  |                             |        |
|  | Taipei cinese               | 5                           | Corea del Sud               | 1        |                           |                           |  |  |                             |        |
|  | 11 agosto - 18h00 (Masaya)  |                             | Corea del Sud               | 1        |                           |                           |  |  |                             |        |
|  |                             | Cuba                        | 6                           |          |                           |                           |  |  |                             |        |
|  | Cuba                        | Cuba                        | 6                           | 15       |                           |                           |  |  |                             |        |
|  | Cuba                        | 13 agosto - 17h00 (Managua) |                             | 15       |                           |                           |  |  |                             |        |
|  | Stati Uniti                 | 2                           |                             |          |                           |                           |  |  |                             |        |
|  | Stati Uniti                 | 2                           | Cuba                        | 13       | Finale per il terzo posto | Finale per il terzo posto |  |  |                             |        |
|  | 11 agosto - 18h00 (Managua) |                             | Cuba                        | 13       | Finale per il terzo posto | Finale per il terzo posto |  |  |                             |        |
|  |                             | Nicaragua                   | 1                           |          |                           |                           |  |  |                             |        |
|  | Nicaragua                   | Nicaragua                   | 1                           | 10       | Nicaragua                 | 1                         |  |  |                             |        |
|  | Nicaragua                   |                             |                             | 10       | Nicaragua                 | 1                         |  |  |                             |        |
|  | Panama                      | 4                           |                             | Giappone | 8                         |                           |  |  |                             |        |
|  | Panama                      | 4                           |                             |          | 8                         |                           |  |  |                             |        |
|  |                             |                             |                             |          |                           |                           |  |  | 14 agosto - 10h00 (Managua) |        |
|  |                             |                             |                             |          |                           |                           |  |  |                             |        |